# Funkcja Riemanna

Wykres dla przedziału (0,1)

Funkcja Riemanna – funkcja rzeczywista zdefiniowana wzorem:
{\displaystyle f(x)={\begin{cases}0&{\mbox{gdy }}x{\mbox{ jest niewymierne}}\\{\frac {1}{n}}&{\mbox{gdy }}x={\frac {m}{n}}{\mbox{ dla pewnego ułamka nieskracalnego }}\,{\frac {m}{n}}{\mbox{ o dodatnim }}n\end{cases}}}
W szczególności, {\displaystyle f(x)=1} dla wszystkich argumentów {\displaystyle x} całkowitych, ponieważ dla każdej liczby całkowitej x nieskracalną postacią ułamka {\displaystyle {\tfrac {m}{n}}=x} jest {\displaystyle {\tfrac {x}{1}}.}
Nazwa pochodzi od nazwiska Bernharda Riemanna, jednak występują też inne nazwy.

## Własności
- Ciągłość: Funkcja ta jest ciągła w każdym niewymiernym punkcie swojej dziedziny, i nieciągła w punktach wymiernych.
- Całkowalność: Funkcja Riemanna jest całkowalna w sensie Riemanna na każdym przedziale domkniętym {\displaystyle [a,b],} ponieważ miara zbioru punktów nieciągłości jest równa 0. Ponadto,

{\displaystyle \int \limits _{a}^{b}f(x)\,dx=0.}